# Parndana
Parndana är en flygplats i Australien. Den ligger i kommunen Kangaroo Island och delstaten South Australia, omkring 160 kilometer sydväst om delstatshuvudstaden Adelaide. Den ligger på ön Kangaroo Island.
Trakten runt Parndana är nära nog obefolkad, med mindre än två invånare per kvadratkilometer..
Trakten runt Parndana består till största delen av jordbruksmark. Genomsnittlig årsnederbörd är 751 millimeter. Den regnigaste månaden är juni, med i genomsnitt 141 mm nederbörd, och den torraste är januari, med 19 mm nederbörd.